# Bruno Lang (Maler)

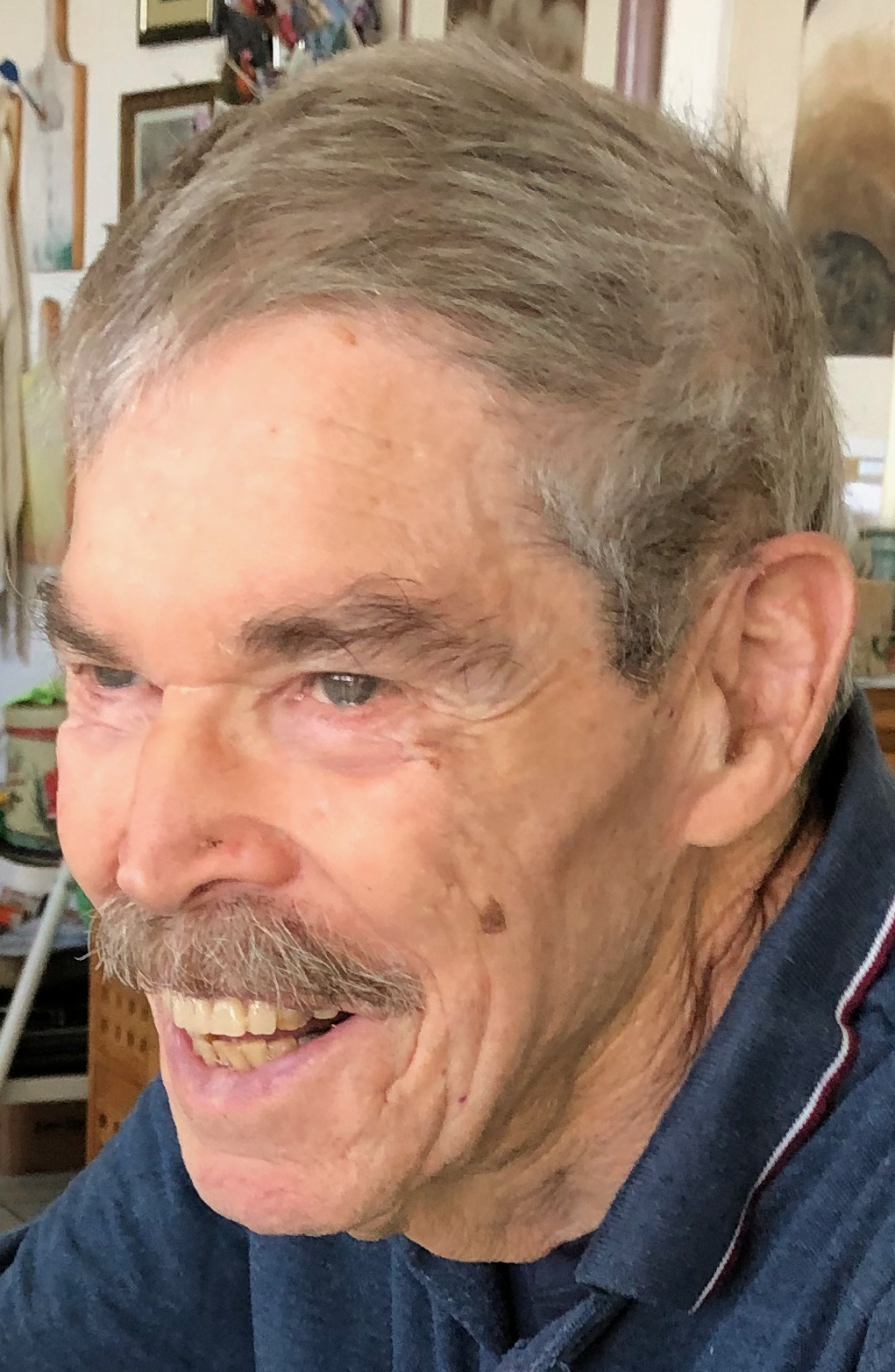
Bruno Lang (2022)

Bruno Lang (* 25. Juni 1936 in Kreuzlingen, Kanton Thurgau) ist ein Schweizer Künstler.

## Leben
Bruno Lang, Sohn eines Försters, ist seit seiner Kindheit der Natur sehr verbunden. Zeichnen war seine liebste Beschäftigung. Auf Wunsch seines Vaters absolvierte er eine Lehre als Metallbauschlosser. Anschliessend verbrachte er drei Jahre im Ausland, wo er in England und Finnland in verschiedenen Berufen arbeitete und Kunstschulen besuchte. Zurück in der Schweiz, bildete er sich als Grafiker weiter. Er arbeitete dann als Zeichenlehrer und Leiter eines Grafikateliers. Aber sein künstlerisches Schaffen stand immer im Vordergrund. Er wohnte mit seiner Familie lange Zeit in Ermatingen am Untersee und danach zehn Jahre im Burgund (Frankreich). Heute lebt er mit seiner Frau in Kreuzlingen und ist weiterhin kreativ tätig.

## Schaffen und Werk
«Bruno Lang ist ein Aquarellist und Zeichner. Seltener sind Druckgraphik, Photographie und Plastik in seinem Schaffen anzutreffen.» Er begann 1968, seine Kunst in verschiedenen Galerien in der ganzen Schweiz auszustellen, von 1976 bis 1981 auch an der ART Basel. Er ist Mitglied der Schweizer Gesellschaft für Maler, Bildhauer und Architekten (GSMBA), der VISARTE sowie von ProLitteris.
Am Beginn seiner künstlerischen Arbeit standen feine Federzeichnungen zu den Themen Utopie und Weltraum. Es folgten Aquarelle, Pastelle und Kohlezeichnungen zu Natursujets und Landschaften. Ab 1971 entstanden surreale Figurenbilder in verschiedenen Techniken, danach Beton-Bilder und stark geometrische Raumbilder. 1975 erfolgte eine Rückbesinnung auf Themen der Natur, und seit 1977 wurde ein Hang zum Zyklus immer deutlicher. Es entstanden 1979 die «Liebesbriefe», danach die «Commedia dell’arte-Bilder», Landkartenbilder, «Zeitzeichen», «Robinson», «Jerusalem» und «Kultstätten». Bruno Lang hat auch unter dem Künstlernamen «Santiago» Werke publiziert.
Zum kunsthistorischen Zusammenhang von Bruno Langs Werk zitiert Christoph Vögele in seinem Buch Robinsonade den Kunstkritiker Peter Killer: «Was über die surrealistische Bühne geht, ist keine Reprise und keine Neuinszenierung, da kommen nie gesehene Einakter zur Uraufführung. Für einmal kann man den Begriff Neo-Surrealismus brauchen.»
Das wichtigste Thema seit Beginn seiner Arbeit ist die Zeit. Es entstand 1996 das Kunstbuch Das Stundenbuch der Eigenzeit. Für die Ausstellung im Jahre 1997 in Konstanz formulierten Helmut Bachmaier und Bruno Lang ein Manifest zur Lang-Zeit: «Die Lang-Zeit wird über Kunst ins Bewusstsein gebracht: Kunst als Zeit-Transformation. Die Formen dieser Kunst sind von der Zeit abhängig: Form als Funktion der Zeit.»
Seit 2016 arbeitet der Künstler an seinem Werk Nooan-Arkki (finnisch für Arche Noah)-Zyklus.

## Ausstellungen (Auswahl)
- 1968: Galerie Klubschule, Kreuzlingen
- 1971: Galerie Arkade, Schaffhausen
- 1975: Galerie Hufschmid, Zürich
- 1976: Universität Konstanz
- Kunstzentrum Vaduz
- 1981: Galerie Brambach, Basel
- 1983: Galerie Giacometti, Chur
- 1976–1981: ART, Internationale Kunstmesse Basel
- 1997: Akademie Schloss Seeheim Konstanz
- 2003: Moulin de la Forge, Saint-Seine-sur-Vingeanne, Frankreich